# Paolo Perilli
Paolo Perilli (Roma, 19 settembre 1904 – Roma, 16 novembre 1982) è stato un ingegnere e architetto italiano, noto per aver progettato numerose stazioni ferroviarie per le Ferrovie dello Stato.

## Biografia
Nacque a Roma il 19 settembre 1904 e si laureò in Architettura nel 1930. Operò come libero professionista negli anni immediatamente successivi, partecipando anche al concorso per la stazione di Firenze Santa Maria Novella (1932) con un progetto segnalato dalla rivista “Architettura” come degno di interesse. Nel luglio del 1933, insieme all’architetto Vasco Fadigati, entrò tramite pubblico concorso nelle Ferrovie dello Stato, presso il Servizio Lavori e Costruzioni con la qualifica di Allievo Ispettore. Entrambi, all’inizio della loro carriera, collaborarono con l’architetto Angiolo Mazzoni nella Sezione 15a (“Fabbricati”) dell’Ufficio 5° (Costruzioni Stradali ed Edilizie) del Servizio suindicato. In seguito, Perilli e Fadigati, compagni di stanza e Ispettori di II Classe dalla seconda metà degli anni Trenta, lavorarono con l’architetto Roberto Narducci, il quale era dal 1930 Ispettore Principale. Negli anni precedenti la guerra, Perilli fu interprete del rinnovamento dell’architettura ferroviaria attraverso la redazione del suo principale progetto prebellico, la stazione di Roma Prenestina (1936-1938), «opera tipica dell’architettura razionalista italiana dei pieni anni Trenta», dove il fabbricato viaggiatori si caratterizza per la «stereometria nitida e compatta e per l’abbinamento, molto diffuso all’epoca, tra mattone, disposto a filari sporgenti e rientranti per sottolineare il chiaroscuro orizzontale, e travertino«. Si ricordano inoltre, tra le sue più importanti realizzazioni, le stazioni di Aprilia (primo progetto del 1937 e ricostruzione post bellica) e Roma Tuscolana (progetto non realizzato del 1940), risultanti da una scelta progettuale analoga centrata sulla sequenza di arcate. Nel 1941 fu nominato Ispettore Principale e nel 1947 Ispettore Capo.
Successe nel 1951 a Narducci, pensionato per limiti d’età, alla guida del Gruppo Architettura, istituito tra il 1947 ed il 1948, alle dirette dipendenze dell’Ufficio 5º, per fronteggiare l’ingente attività di ricostruzione e alleggerire i compiti delle sezioni del Servizio. Tra gli altri principali progetti ideati, o diretti, da Perilli nell’arco della sua lunga carriera ferroviaria si ricordano anche quelli per le stazioni di Cerveteri Ladispoli (1939-1940), per le nuove stazioni di Caserta (1945-1950) e Benevento (1947-1949), per le stazioni di Como San Giovanni, Foligno, Spoleto (1949), Orte (1948-1951), Padova (1949-1953). Al 1948 risalgono i fabbricati viaggiatori della stazione di Ancona Centrale e di Fabriano, progettati dal Prof. Giuseppe Porcini, anch’egli delle FS, ed eseguiti sotto la sua direzione.
A Perilli si devono la riconfigurazione e il potenziamento della stazione di Torino Porta Nuova (1949-1953), tra i cui episodi salienti figurano il grande atrio delle biglietterie e la galleria di testa , nonché il completamento di Venezia Santa Lucia, per la quale ideò, dopo le travagliate vicende che ne interessarono la progettazione negli anni Trenta, la soluzione definitiva dell’edificio frontale (1948-1952). A Roma, nel quartiere Prenestino, sotto la sua direzione fu elaborato un progetto per la sistemazione degli alloggi per ferrovieri. Divenne nel 1954 Ispettore Capo Superiore (Capo Ufficio). Lo sviluppo della sua carriera non si arrestò nei decenni successivi, periodo in cui diresse l’Ufficio Architettura e Fabbricati Civili, istituito tra il 1959 e il 1961 in prosecuzione ideale con l’ex Gruppo Architettura. Dall’organigramma FS del 1965, risulta sovrintendere inoltre, come Direttore Centrale di I Classe, anche l’ufficio 7º (Impianti idrici, sanitari, tecnologici, etc.).
Il lavoro di progettazione più consistente che coinvolse Perilli negli ultimi anni di servizio fu quello per il progetto e la realizzazione della nuova stazione di Napoli Centrale (1954- 1960). Egli infatti diresse e coordinò la progettazione esecutiva elaborata, sia dai vari progettisti dell’Ufficio AFC, tra cui Corrado Cameli e Bruno Barinci, sia dai professionisti esterni premiati ex aequo al concorso del 1954, nominati pertanto consulenti. Per tale concorso non vi fu alcun vincitore. In particolare Perilli ideò, con il contributo degli architetti consulenti, la soluzione architettonica della grande copertura modulare della stazione. Si ricorda, da ultimo per quanto riguarda la progettazione ferroviaria, come anche il progetto degli anni Sessanta per la stazione di Pescara Centrale venne elaborato sulla base di una collaborazione con Cameli. Negli stessi anni progettò la Casa di soggiorno per ferrovieri inaugurata nel 1963 a Roma (via Cassia 1134). Il complesso, particolarmente apprezzato all’epoca per la funzionalità degli spazi e per la cura degli arredi, segnava nelle intenzioni il primo passo verso la realizzazione di un più vasto programma edilizio da destinare a questa forma di assistenza. Nominato Commendatore e Cavaliere Ufficiale nel 1958, Perilli rimase in servizio fino al 20 settembre 1970.

## Opere principali
- 1936–1938 nuovo fabbricato viaggiatori della stazione di Roma Prenestina
- 1937 stazione di Aprilia
- 1940 progetto per la stazione di Roma Tuscolana
- 1948 nuovo fabbricato viaggiatori della stazione di Ancona[3]
- 1948 nuovo fabbricato viaggiatori della stazione di Fabriano[3]
- 1948–1952 nuovo fabbricato viaggiatori della stazione di Venezia Santa Lucia
- 1949 nuovo fabbricato viaggiatori della stazione di Como San Giovanni
- 1949 nuovo fabbricato viaggiatori della stazione di Foligno
- 1949 nuovo fabbricato viaggiatori della stazione di Spoleto
- 1949–1953 nuovo fabbricato viaggiatori della stazione di Padova
- 1949–1953 ricostruzione degli interni del fabbricato viaggiatori della stazione di Torino Porta Nuova